# Manuel Apicella
Manuel Apicella (* 19. April 1970 in Longjumeau) ist ein französischer Schachspieler. 1989 wurde er Internationaler Meister, seit 1995 trägt er den Titel Schachgroßmeister.

## Einzelerfolge
1990 wurde er Stadtmeister von Paris, 1992 wurde er in Straßburg französischer Einzelmeister (Kategorie 7), 1994 wurde er beim International Open in Béthune geteilter 1.–5. 1995 gewann er das Comtois Masters in Belfort (Kategorie 10) und das 3. Großmeister-Turnier in Clichy (Kategorie 10). Beim Open in Tunis 1997 wurde er geteilter 1.–4. 1999 gewann er das First International Open in Chanac und wurde beim 14. Touraine Open in Avoine geteilter 1.–2. 2002 wurde er beim CCAS Open in Cap d’Agde geteilter 1.–5. 2003 gewann er das First BC Großmeister-Turnier in Bois-Colombes (Kategorie 7) und das 6. St. Quentin Open in Élancourt. 2004 wurde er beim 2. BC Großmeister-Turnier in Bois-Colombes geteilter 1.–2. (Kategorie 8) und gewann das 4. Open in Saint-Chély-d’Aubrac. 2005 gewann er das 3. BC Großmeister-Turnier in Bois-Colombes (Kategorie 8). 2006 wurde er beim 13. Luigi Serra-Turnier in Montecatini Terme geteilter 1.–2. (Kategorie 8), gewann das 18. Open d'été in Cannes und wurde bei der 4. Mittelmeereinzelmeisterschaft in Cannes punktgleich Zweiter hinter Suat Atalık.

## Mannschaftserfolge
Achtmal wurde er französischer Mannschaftsmeister, 1986 mit Caissa, 1989, 1996, 1997, 1999, 2007 und 2008 mit Clichy sowie 2010 mit Châlons-en-Champagne. Den französischen Mannschaftspokal konnte er mit Clichy Echecs 92 fünfmal gewinnen (1992, 1996, 1998, 2001 und 2006). In der britischen Four Nations Chess League spielte er für Hilsmark Kingfisher in der Division 3. Mannschaftsschach spielt er auch für Oaso X.T. in der baskischen 1. Liga. Am European Club Cup nahm er zwischen 1993 und 2007 elfmal mit Clichy teil.
Mit der französischen U26-Nationalmannschaft gewann er bei der U26-Weltmeisterschaft 1993 in Paranaguá eine Bronzemedaille. Zweimal spielte er für die französische Nationalmannschaft bei Mannschaftseuropameisterschaften, 1989 und 1992. Er nahm auch an drei Schacholympiaden teil, 1994, 1996 und 2000, mit einem Gesamtergebnis von 13 Punkten aus 26 Partien (+6 =14 −6).

## Rating
Seine Elo-Zahl beträgt 2500 (Stand: Mai 2022); damit liegt er auf dem 24. Platz der französischen Elo-Rangliste. Seine bisher höchste Elo-Zahl war 2560 im Juli 1996.